# Zorobabele, Abiud ed Eliachim

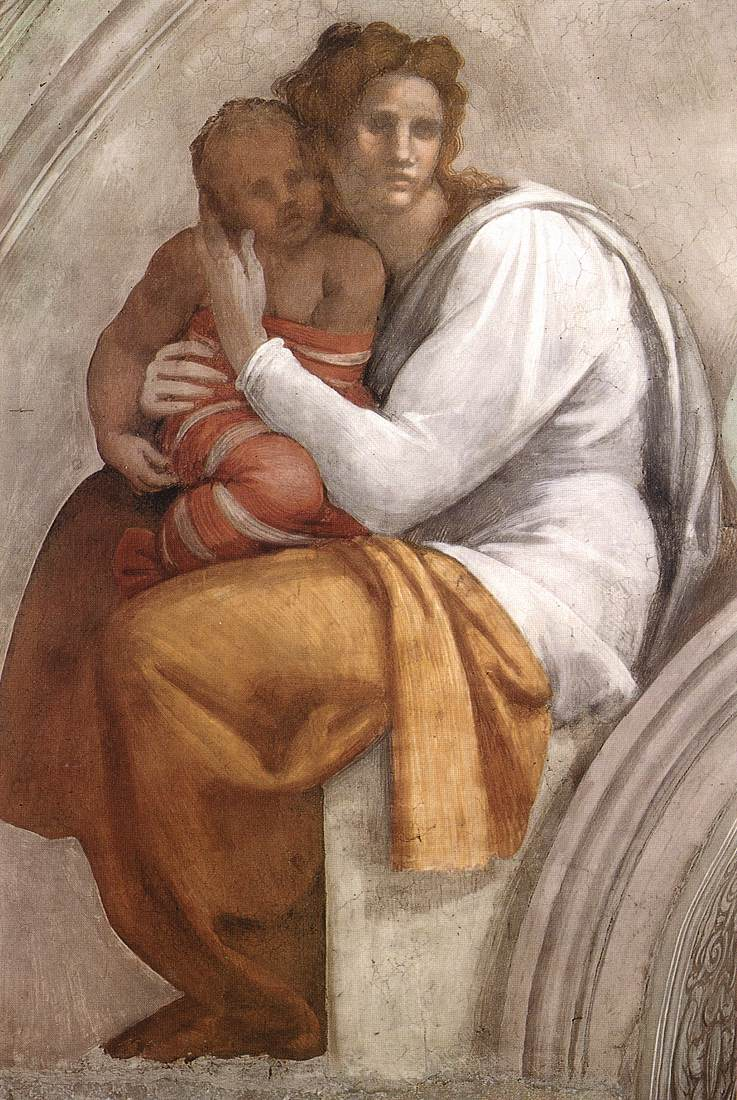
Dettaglio

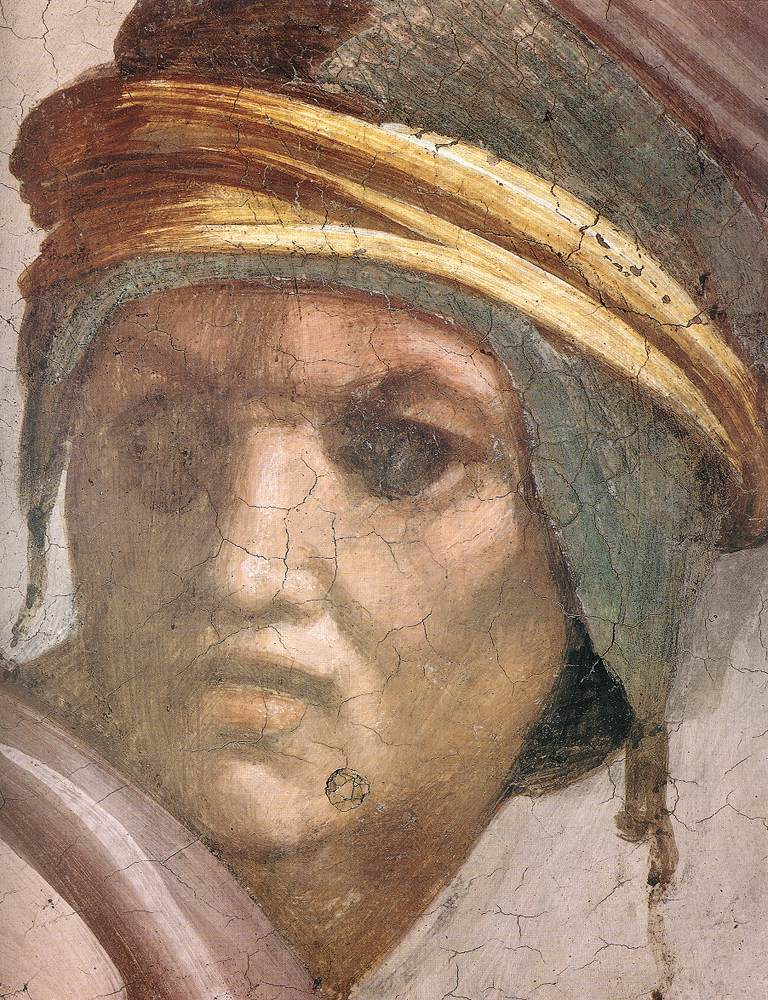
Dettaglio

La lunetta di Zorobabele, Abiud ed Eliachim venne affrescata da Michelangelo Buonarroti nel 1508-1511 circa e fa parte della decorazione delle pareti della Cappella Sistina nei Musei Vaticani a Roma. Venne realizzata nell'ambito dei lavori alla decorazione della volta, commissionata da Giulio II.

## Storia
Le lunette, che contengono la serie degli Antenati di Cristo, furono realizzate, come il resto degli affreschi della volta, in due fasi, a partire dalla parete di fondo, opposta all'altare. Gli ultimi episodi da un punto di vista cronologico delle storie narrate furono quindi le prime a venire dipinte. Nell'estate del 1511 doveva essere terminata la prima metà della Cappella, richiedendo lo smontaggio del ponteggio e la sua ricostruzione nell'altra metà. La seconda fase, avviata nell'ottobre 1511, terminò un anno dopo, appena in tempo per la scopertura del lavoro la vigilia di Ognissanti del 1512.
Tra le parti più annerite della decorazione della cappella, le lunette furono restaurate con risultati stupefacenti entro il 1986.
La lunetta di Zorobabele, Abiud ed Eliachim fu probabilmente la quinta ad essere dipinta.

## Descrizione e stile
Le lunette seguono la genealogia di Gesù del vangelo secondo Matteo. Zorobabele, Abiud ed Eliachim sono nella penultima lunetta della parete destra; uno dei tre personaggi, ma non si sa quale, è raffigurato nel gruppo familiare della vela soprastante. 
Essa è organizzata con un gruppo di figure su ciascuna metà, intervallato dal tabellone con i nomi dei protagonisti scritto in capitali romane: "ZOROBABEL / ABIVD / ELIACHIM". 
Per l'assenza di indicazioni precise e di attributi iconografici è impossibile risalire all'identità dei personaggi. La disposizione delle figure sembra ispirata a una ricerca di corrispondenze simmetriche, in questo caso una donna a sinistra e un uomo a destra, seduti e curvi di profilo ma con la testa ruotata verso lo spettatore, con un bambino in grembo o a fianco. 
La donna stringe con un gesto materno e protettivo il fanciullo a sé e indossa una veste chiara, con le gambe coperte da un manto giallo; il bambino è avvolto in un panno rosso stretto da una garza bianca che disegna alcune strisce. Le figure sono state eseguite all'insegna di una rapida concisione, simili a potenti abbozzi se visti da vicino. L'attacco della "giornata" corre lungo la linea della schiena della donna, dimostrando come la sua figura, almeno sommariamente, dovesse essere già programmata, con un disegno generale sull'arriccio.
La cromia di questo gruppo è molto accesa e contrasta con quella più scura del gruppo di destra, in cui si vede un uomo avviluppato in un mantello violaceo, con in testa un ampio berretto verde con fascia gialla, dipinto a secco. Il bambino alle sue ginocchia, rappresentato con pennellate più sommarie per scandire la sua appartenenza al secondo piano, più offuscato rispetto al primo piano, sembra cercare di richiamare l'attenzione dell'uomo, con un'espressione un po' ansiosa.